# Kreutzerova sonáta
Kreutzerova sonáta je novela ruského spisovatele Lva Nikolajeviče Tolstého píšícího v žánru kritického realismu. Autor se v ní rozepisuje na téma problémů sexuality a vyjadřuje (ačkoli ne přímo) převratné názory ohledně toho, jak by se lidé měli v pohlavním životě chovat. Kniha vyšla v roce 1889.

## Děj
Na počátku tohoto příběhu muž, který zde vystupuje coby první osoba, sedí ve vlaku. Cesta trvá už druhý den a jediní s ním stálí tři cestující jsou dva starší manželé, advokát a žena utrápeného výrazu, a jakýsi zvláštní mladý pán s bílými vlasy, který se stále chová neklidně a občas vydává zvláštní, pro něho charakteristický zvuk, něco jako zakašlání nebo náznak smíchu, a který se s nikým nebaví.
Když na další stanici přistoupí stařec, který je jistě obchodník, a mladík, nejspíše obchodní příručí, dají se ti dva do živého hovoru o všem možném. Ten však není tak důležitý jako rozhovor manželů, kteří se začnou bavit o rozvodech a podobných věcech. Postupně se k debatě přidá celé kupé, nejprve stařec, který tvrdí, že počet manželských potíží pramení ze vzdělání a že bylo lepší, když si lidé partnera nevybírali. Proti tomu protestuje dáma, která tvrdí, že každý má právo si vybrat. Debatu sleduje mladý muž, který také přidá svůj příběh, a tak dále. Když poté stařec vystoupí, dáma začne vyprávět o tom, jak pochybné byly jeho názory a tvrdí, že jen láska může posvětit manželství. Jenže v tu chvíli se k hovoru přidá onen bělovlasý pán, který tvrdí, že žádná láska kromě smyslné neexistuje, že je to netrvalý stav a podobně. Nakonec řekne, že on je Pozdnyšev, muž, který zabil svou ženu. Tím debata skončí. Pak se manželé odstěhují do jiného vozu, příručí usne a Pozdnyšev se dá do hovoru s mužem první osoby. Říká, že právě to, čemu říkají láska, ho dovedlo k vraždě a s vypravěčovým svolením mu poví svůj dlouhý příběh.
Nejprve mluví o tom, jakým mužem byl před sňatkem. Tvrdí, že byl takový jako všichni mladí muži z jeho vrstvy, možná o něco lepší, přesto však strašný. Na rozdíl od nich se oddával ženám pouze v zájmu svého zdraví a zcela slušně. Říká, že byl tenkrát dokonce pyšný na to, o kolik lepší je než ostatní lidé, a podrobně popisuje hrůznost svého chování a při popisu svého života rozvíjí mnohé teorie o strašlivé propasti, do které upadá celá společnost, o tom, že věda, tedy lékaři, toto strašné nebezpečí úplně podporují a tím jsou ještě horší. Dokazuje, že sukničkářství je nemoc, závislost, podobně jako alkoholismus nebo morfinismus.
Zatímco vypráví svůj vlastní příběh, o tom, jak nalezl ženu, kterou zvolil za svoji, o jejich strašných líbánkách, při kterých se začali hádat, nevědouce sami proč, o tom, jak se jim narodily děti, které jim měly pomoci udržet vztah, ale které jim naopak způsobily větší potíže... Zatímco to všechno vypráví, jako vsuvku mezi svá slova vkládá bezpočet převratných teorií (mimoto také svoje charakteristické zvuky), které se týkají lidské sexuality, vztahu muže a ženy, věcí týkající se pohlaví a dětí.
Kreutzerova sonáta se objeví v době, ve které Pozdnyšev popisuje, proč zabil svou ženu a co k tomu vedlo. V té době už byly děti o dost starší a on se často hádal kvůli zbytečnostem se svou ženou, stále krásnou, přestože středního věku. A její Krása vedla k ještě horším věcem. Do domu se dostal jakýsi muž, který uměl dobře hrát na housle. Žena v té době výborně ovládala klavír, proto se také seznámili. Pozdnyšev tušil nebezpečí, viděl v něm člověka, jakým byl on sám před sňatkem, ale odmítl zahnat ho, čímž mohl všechno zastavit, protože by tím dal najevo svůj strach. A tak se žena s tím mužem nepřestala stýkat a když se právě dostali ke koncertu, na kterém společně hráli onu osudnou sonátu, nachýlilo se ke konci celého příběhu.

## Adaptace

### Divadelní hra
Novela byla přepsána na hru americkým dramatikem Langdonem Mitchellem a měla premiéru na Broadwayi 10. září 1906. Roku 2007 ve Wellingtonu na Novém Zélandu byla dále poprvé zahrána zbrusu nová divadelní hra zvaná Kreutzer, která užívala prvky tance, hudby (Beethoven a Janáček), činohry a multimediální projekce. Adaptace, režie a choreografie byla prací Sáry Brodie. Přepracovaná verze byla předvedena na Aucklandském festivalu v Aucklandu v březnu 2009.

### Hudba
- Houslová sonáta č. 9 (Beethoven) z roku 1803, zvaná Kreutzerova sonáta
- V roce 1923 napsal Leoš Janáček Smyčcový kvartet č. 1 „Z podnětu Tolstého Kreutzerovy sonáty“.

### Filmy
- Kreutzerova sonáta (1911, Rusko), režie Pyotr Chardynin
- Kreutzerova sonáta (1914, Rusko), režie Vladimir Gardin
- Kreutzerova sonáta (1915, USA), režie Herbert Brenon
- Kreutzerova sonáta (1926, Československo), režie Gustav Machatý
- Kreutzersonate (1937, Německo), režie Veit Harlan
- Amanti senza amore (1948, Itálie), režie Gianni Franciolini
- Kreutzerova sonáta (1987, SSSR), režie Mikhail Shveytser
- Quale amore (2006, Itálie), režie Maurizio Sciarra
- Kreutzerova sonáta (2008 Anglický film režírovaný Bernardem Rosem, hraje Elisabeth Röhm)